# Шевиньи, Софи
Женевье́ва-Софи́ Шевиньи́ (фр. Geneviève-Sophie Chevigny; 12 мая 1772, Париж – 1840, Париж) – французская балерина.

## Биография
О жизни балерины известно очень мало. И это при том, что она работала со знаменитыми хореографами времени в их самых известных постановках.
Вся её творческая биография связана с Парижем, где она родилась и умерла и где выступала в лучших балетных труппах Парижа. Она начала свою карьеру в парижском театре Амбижу-Комик (фр. Théâtre de l'Ambigu-Comique), а в 1790 – была принята в Опера де Пари, там и проработала до конца творческой карьеры, которую завершила в 1814 году (в 1804 году один сезон не работала).
Ж. Новер в своей книге «Записки о танце и балете» давал её работе самые превосходные оценки: «Эта балерина замечательна и интересна во всех отношениях. Её танец совершенен, её экспрессия ярка и великолепна. Её движения точны и прекрасно исполнены. Она ловка и грациозна, её подвижное лицо и горящие глаза позволяют ей выразить любые эмоции…».

## Основные работы
- «Суд Париса[фр.]» (Le Jugement de Pâris), балетмейстер Пьер Гардель (1793)
- «Первый мореплаватель» (Le Premier Navigateur), балетмейстер Максимилиан Гардель (1791)
- Танцевальный фрагмент в опере «Ифигения в Авлиде» К. Глюка (1797)
- «Аннет и Любен[фр.]» (Annette et Lubin), балетмейстер Ж. Новерр (1799)
- Héro et Léandre, балетмейстер Луи Милон (1799)
- «Свадьбы Гамаша» (Les Noces de Gamache), балетмейстер Луи Милон (1801) — Китри, первая исполнительница
- «Люка и Лоретта» (Lucas et Laurette), балетмейстер Луи Милон (1803)
- «Ацис и Галатея» (Acis et Galathée), балетмейстер Л. Дюпор (1805)
- «Возвращение Улисса» (Le Retour d’Ulysse), балетмейстер Луи Милон (1807)
- «Расточительное дитя» (L’Enfant prodigue), балетмейстер Пьер Гардель (1812)
- «Нина, или Сумасшедшая от любви» (Nina ou la Folle par amour), балетмейстер Луи Милон (1814)